# Pornografía queer
La pornografía queer es aquella que muestra a artistas con diversas identidades de género y orientaciones sexuales interactuando y explorando géneros de deseo y placer de formas únicas. Dichas interacciones transmitidas buscan desafiar los modelos convencionales de retratar y experimentar el contenido sexualmente explícito. La profesora universitaria, escritora y directora Ingrid Ryberg incluyó como objetivos principales de la pornografía queer en su definición como "interrogar y perturbar las categorías sexuales y de género y tener como objetivo la excitación sexual".
Trabaja para tener representaciones auténticas con respecto a las orientaciones sexuales, las identidades de género y los deseos de los artistas. Se diferencia de las otras pornografías (heterosexual, gay o lésbica) porque suele ser una asociación de artistas fuera de las categorías tradicionales. La pornografía gay cae en una situación similar a la pornografía heterosexual al poner énfasis en las imágenes androcéntricas del placer, como argumenta el académico Richard Dyer, y a menudo glorifica el tipo de cuerpo y comportamiento homonormativo y masculino. Para aparecer como inclusivo, erotiza las diferencias. Los cuerpos de los artistas intérpretes en la pornografía queer son clave para establecer una diferencia entre ella y otras categorías de pornografía. Por ejemplo, una película pornográfica puede tener una escena que muestra una transexual lesbiana con un cisgénero hombre-mujer, mientras que la siguiente escena puede mostrar dos hombres identificados-queer transgénero.
El género de la pornografía queer es relativamente reciente y ha sido popularizado y distribuido por compañías de películas para adultos como Pink and White Productions, Trouble Films o Real Queer Productions, entre otras. Si bien la pornografía no se limita al cine para adultos y puede existir en el contexto de una variedad de medios, como la pornografía queer escrita, suele presentarse principalmente a través del formato audiovisual.
Algunos productores queer prominentes incluyen a Erika Lust, Buck Angel, Madison Young, Dylan Ryan, Jiz Lee, Bianca Stone, Tristan Taormino, Shine Louise Houston, Chelsea Poe o April Flores, quienes intentan desafiar los métodos de filmación dentro de la industria del cine pornográfico. Por lo general, en ésta, el productor y el director tienen la mayor parte del control sobre cómo se representará cada escena, quién se exhibe en cada set y creando un diferencial de salarios de los artistas en función de su popularidad. La pornografía queer contrarresta estas prácticas al involucrar activamente a los artistas intérpretes en las creaciones de escenas, lo que les permite formarse de manera más orgánica como una colaboración con un acceso de control más horizontal en lugar de un sistema jerárquicamente vertical.
El porno queer también celebra la eyaculación, pero con algunas diferencias de significado con el porno convencional. A diferencia de lo que ocurre en la industria clásica, el artista no tiene una bonificación financiera por ofrecer esa "oportunidad de dinero". Los directores solo alientan a los artistas a realizar un orgasmo cuando los actores lo desean. Dado que el dinero filmado en el porno convencional depende de la visibilidad de la cámara, necesariamente se centra en mostrar la eyaculación externa del pene como el clímax final. Esto refleja la atención de regreso a la mirada centrada en el hombre y una instancia representativa de poder fálico y placer, cosa que el porno queer intenta ampliar.

## Discurso sobre la pornografía queer
La pornografía queer ha atraído la atención académica desde la década de 2000. Un desafío dentro de la misma ha sido salirse de los clichés y estereotipos que desde la pornografía convencional les ha etiquetado, añadiendo que podría ser parte de cualquier producción heterosexual convencional. Esto sigue el concepto académico de Niels van Doorn del "pornoscript", erotizando la diferencia heterosexual y enfocándose en la posición del sujeto masculino. Por ejemplo, una escena de Fluid: Men Redefining Sexuality, película del año 2009 de Real Queer Productions, representaba un trío con elementos de sumisión y dominación, penetración vaginal y anal y eyaculación masculina. La adherencia de la película a las convenciones pornográficas es predecible y serializada. Sin embargo, una mayor inspección del porno queer que parece heteronormativa revela una parodia particular de la estrategia serial para exponer la construcción de género dentro de la mayoría de la pornografía convencional. Este proceso crea una versión queer del modelo de "repetición subversiva" teorizado por la académica Judith Butler. Llamar una atención particular a tal faceta mediante la imitación permite su acto productivo de deconstrucción. Por lo tanto, la pornografía queer puede desmontar la norma pornográfica imitándola.
Además, revela claramente el proceso imitativo de identificación de género al presentar la figura del hombre transgénero. En comparación con las mujeres trans (de hombre a mujer) representadas en otros tipos de pornografía, los hombres trans (de mujer a hombre) aparecen significativamente en la pornografía feminista y queer.
Las películas de pornografía queer hacen que las sexualidades "desviadas" sean más visibles al iniciar simultáneamente un proceso de normalización. Para evitar crear un nuevo tipo de norma, la pornografía queer trabaja constantemente en el borde del sistema de género. Por ejemplo, cuando los consoladores con correa aparecieron en la pornografía queer, dejando a los espectadores adivinando si se enfrentaban a un pene "real" o un consolador, acabaron por convertirse en un elemento común. Si bien estos consoladores con correa originalmente ofrecían nuevas formas de pensar sobre el género y la sexualidad, su uso ubicuo corría el riesgo de perder su poder subversivo.
Como escribe la académica Sarah Schaschek, "si la pornografía heterosexual acentúa categorías de identidad claramente definidas como clase, edad, etnia, sexualidad o género, las películas queer tienden a revelar el alto grado de estilización detrás de estas identidades".